# Григоренко, Дмитрий Юрьевич
Дми́трий Ю́рьевич Григоре́нко (род. 14 июля 1978, Нижневартовск, Тюменская область) — российский государственный и политический деятель, экономист. Заместитель председателя Правительства Российской Федерации — руководитель аппарата правительства Российской Федерации с 21 января 2020 года (и. о. 7—14 мая 2024), заместитель руководителя Федеральной налоговой службы Российской Федерации (2013—2020). Куратор в Центральном федеральном округе с 19 июля 2021 года. Действительный государственный советник Российской Федерации 2-го класса (2017).

## Биография
В 2000 году окончил Институт экономики, права и естественных специальностей Кубанского государственного университета по специальности «Юриспруденция» и Кубанский институт международного предпринимательства и менеджмента по специальности «Финансы и кредит».
С октября 2000 года работал в налоговых органах. В 2000—2003 годах — специалист 1-й категории в налоговой инспекции № 4 по городу Краснодару.
В 2003 году назначен главным государственным налоговым инспектором Межрегиональной инспекции по крупнейшим налогоплательщикам № 2, с 2003 по 2004 год — главный государственный налоговый инспектор сводно-аналитического отдела Департамента налогообложения прибыли министерства Российской Федерации по налогам и сборам, в 2004—2006 годах — заместитель начальника аналитического отдела, начальник отдела налогообложения коммерческих организаций и налогового учёта Управления налогообложения прибыли (дохода) Федеральной налоговой службы.
С 2006 по 2008 год — начальник отдела администрирования налога на прибыль коммерческих организаций и налогового учёта Управления администрирования налога на прибыль Федеральной налоговой службы.
В 2008—2012 годах — начальник отдела налога на прибыль и специальных налоговых режимов, заместитель начальника Управления налогообложения Федеральной налоговой службы.
В 2012—2013 годы — начальник Управления налогообложения Федеральной налоговой службы. С августа по октябрь 2013 года — начальник Управления налогообложения юридических лиц Федеральной налоговой службы. С октября 2013 по январь 2020 года — заместитель руководителя Федеральной налоговой службы.
21 января 2020 года назначен заместителем председателя Правительства Российской Федерации — руководителем аппарата Правительства Российской Федерации.
Сумма декларированного дохода за 2020 год составила 29 947 267,52 руб., супруги — 262 205,52 руб., сына — 2 887,40 руб.
14 мая 2024 года указом президента России Владимира Путина назначен Заместителем Председателя Правительства Российской Федерации — Руководителем Аппарата Правительства Российской Федерации во втором Правительстве Михаила Мишустина.

## Санкции
Из-за поддержки российской агрессии и нарушения территориальной целостности Украины во время российско-украинской войны находится под персональными международными санкциями всех стран Европейского союза так как он «отвечал за создание нового локального налогового законодательства на территории Крыма после его аннексии в 2014 году».
14 марта 2022 года включён в санкционный список Канады «близких соратников режима» за «содействие и поддержку выбора президента Путина вторгнуться в мирную и суверенную страну». 2 июня 2023 года попал в санкционный список США против «элиты оказывающей поддержку Путину». Ранее Григоренко был внесён ФБК в список коррупционеров и разжигателей войны, с предложением введения против него международных санкций.
По аналогичным основаниям находится под санкциями Великобритании, Швейцарии, Австралии, Японии, Украины, Новой Зеландии.

## Семья
Женат, есть ребёнок.
За 2021 год официальный доход — 65 705 989 руб.; 2020 год официальный доход — 29 947 268 руб.; 2019 год официальный доход — 35 720 637 руб.; 2018 год официальный доход — 8 711 849 руб.; 2017 год официальный доход — 6 833 862 руб.; 2016 год официальный доход — 7 540 322 руб.; 2015 год официальный доход — 7 249 444 руб..